# Josef Vohradský
Josef Vohradský (25. ledna 1902 Háje – 6. prosince 1943 Praha) byl český učitel, člen Sokola, osvětový pracovník a účastník druhého československého odboje.

## Život
Vohradský se narodil v Hájích u Příbrami do hornické rodiny. Vystudoval učitelství v Příbrami a nastoupil na učitelskou pozici v Řepíně na Mělnicku, kde působil pět let. V roce 1926 přešel do Šluknova, kde učil v české jednotřídce na německé základní škole. Ve Šluknově setrval devět let, poté učil na měšťanské škole v České Lípě, kde byl zaměstnán také jako kulturní referent, následně se přesunul do Klatov. Jako učitel pracoval celkem 21 let. Během Protektorátu se aktivně zapojil do domácího odboje, načež byl vězněn a vyslýchán na říšském soudu ve Strakově akademii v Praze, kde se rozhodl ukončit život skokem z okna ve druhém poschodí. Zraněním podlehl během několika hodin.

### Působení ve Šluknově
Jako učitel české jednotřídky na německé měšťance a správce školy pracoval ve Šluknově od roku 1926. Během svého devítiletého šluknovského působení nastartoval kulturní život české menšiny. Zřídil veřejnou knihovnu čítající několik tisíc svazků knih, sám do knihovního fondu přispěl 300 knihami. Jako jednatel Národní jednoty severočeské a činovník Okresní péče o mládež se aktivně zapojoval do pomoci sociálně slabším obyvatelům a organizoval aktivity pro děti.
Byl aktivním sokolem, podílel se na založení sokolské jednoty a sokolského hřiště ve městě. Ve Šluknově organizoval oslavy dne vzniku samostatného Československa a oslavy narozenin prezidenta T. G. Masaryka konané pravidelně 7. března. O nedělích pořádal besedy o českých dějinách, literatuře a také cestopisné přednášky.
Během svého působení ve Šluknově začal přispívat do vlastivědného sborníku Bezděz. Již v prvním čísle z roku 1930 publikoval krátkou stať o české menšině ve Fukově.

### Působení v České Lípě
V roce 1935 přešel do České Lípy, kde byl činný v Českém musejním spolku pro kraj českolipský, jehož se stal následujícího roku jednatelem. K nejsevernějším Čechám se vracel ve svých textech publikovaných v časopise Bezděz. V roce 1938 vyšla ve sborníku jeho stať o geologických poměrech okolí Rumburku a Varnsdorfu, která byla součástí připravované vlastivědné knihy o tomto regionu. Manuskript se dostal k tisku, z vydání se pravděpodobně zachoval jediný výtisk, zbytek byl konfiskován nacisty.

### Působení v Klatovech
Do Klatov se přesunul v roce 1939 a pokračoval ve svých osvětových aktivitách. Jako kulturní referent pečoval o regionální české knihovny. Následujícího roku vydal vlastivědně zaměřenou knihu Pošumavím k Chodsku. V té době byl již pod intenzivním tlakem tajných služeb, následně byl zatčen a vyslýchán. Zemřel v prosinci 1943 v Praze a byl tajně pohřben na ďáblickém hřbitově. Manželka Marie po konci druhé světové války po manželově hrobě intenzivně pátrala. Místo uložení ostatků bylo nalezeno díky pečlivým záznamům hrobníka. Následně byly ostatky exhumovány a Josef Vohradský byl pietně pohřben v urnovém háji na klatovském hřbitově.

## Odkaz

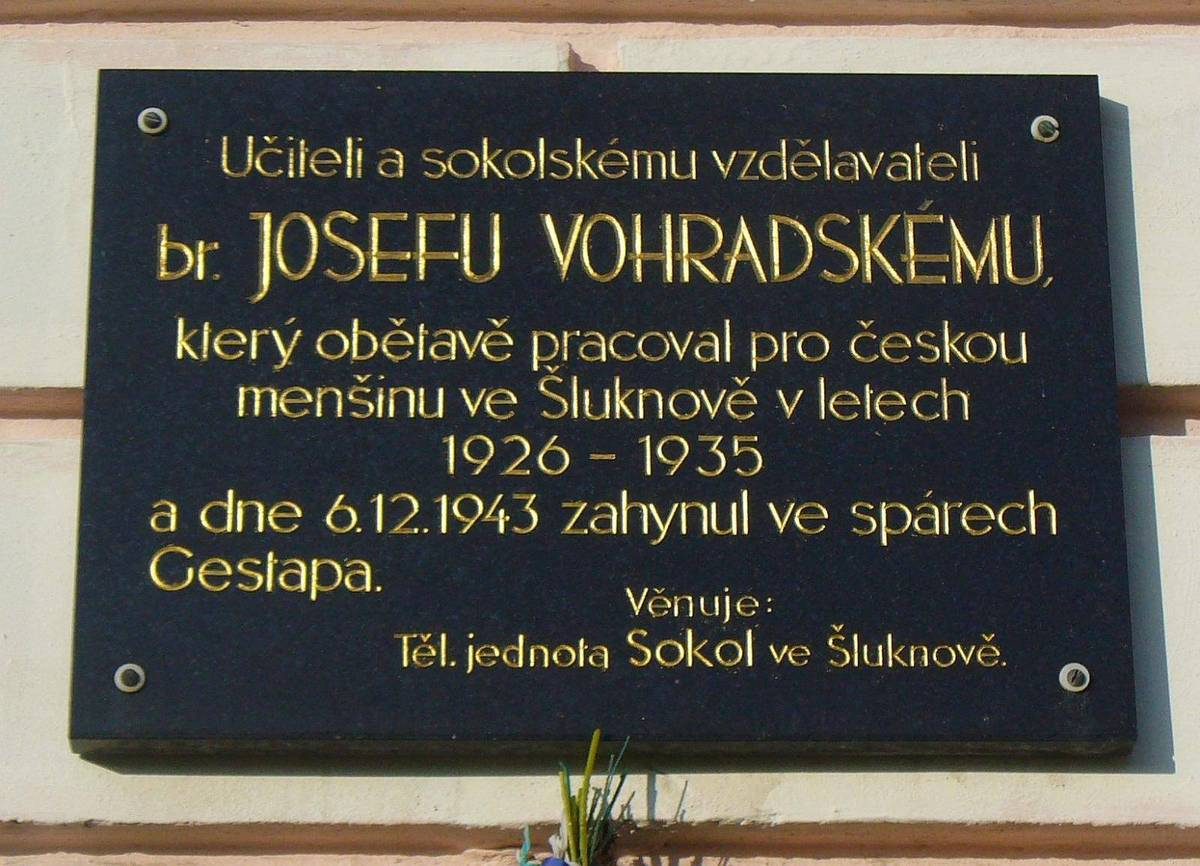
Pamětní deska Josefu Vohradskému na fasádě šluknovské základní školy

Josef Vohradský byl vnímán jako český vlastenec, sokol a humanista. V roce 1946 mu byla odhalena pamětní deska na šluknovské sokolovně a téhož roku byl poprvé jmenován čestným občanem města in memoriam. Roku 1950 byl Vohradskému udělen Pamětní odznak druhého národní odboje in memoriam. 28. října 1991 byl Ministerstvem školství ČSFR šluknovské základní škole propůjčen čestný název Základní škola Josefa Vohradského a Josef Vohradský byl opětovně jmenován čestným občanem města. Na fasádě školy se nachází pamětní deska dedikovaná Josefu Vohradskému, přesunutá z původního umístění na nedaleké sokolovně. V České Lípě je po něm pojmenována ulice Vohradského.